# Munford (Tennessee)
Munford város az Amerikai Egyesült Államok Tennessee államában, Tipton megyében. Lakosainak száma 6302 fő (2020. április 1.).

## Népesség
A település népességének változása:
| Lakosok száma | 4708 | 5927 | 6302 |
|               | 2000 | 2010 | 2020 |